# Libellus ad Leonem X
Il Libellus ad Leonem X (Libello a Leone X) è un memoriale che i nobili veneziani e monaci eremiti camaldolesi Tommaso Giustiniani († 1528) e Vincenzo Querini († 1514), amici dell’umanista e futuro cardinale Pietro Bembo, indirizzarono nell’estate del 1513 al neoeletto Papa Leone X, nel quale vengono presentati i mali della Chiesa del tempo e l’esigenza di riforme per risolverli attraverso rinnovamenti strutturali.
Sul nuovo Pontefice, infatti, convergono le aspettative palingenetiche della Cristianità che attende un supremo pastore dedito alla pace e che dal Concilio Lateranense V, aperto dal defunto Papa Giulio II, si auspica una riforma dei costumi della Chiesa alla quale occorre ormai fare fronte.

## Struttura dell’opera
Il Libellus è diviso in sei parti.
La prima è dedicata al potere del papa e ai suoi compiti;
la seconda all’urgenza di portare la fede agli ebrei («l’errato pregiudizio dei Giudei») ed ai pagani («la miseria della schiavitù degli idoli») (pp. 21, 22);
la terza alla conversione dei mussulmani («l’empia eresia di Maometto»), da operarsi anche manu militari, per debellare «l’abominevole religione dei Maomettani» (p.30);
la quarta alla riunificazione di tutta la Cristianità sotto la potestà pontificia;
la quinta alla riforma della fede dei cristiani e alla lotta alle superstizioni;
la sesta, infine, al progetto di rafforzare il potere della Chiesa di Roma offrendole il governo di territori ancora governati da infedeli.

## Contenuto
Superato il Conciliarismo, Giustiniani e Querini ritengono che spetti al Papa – coadiuvato da Curia papale, vescovi e Concilio Laterano V – guidare la rigenerazione della società, predicando il Vangelo, riportando tutto, in un modo o nell’altro, alla Verità di Gesù Cristo, e favorendo l’unità politica e ideale dei Prìncipi cristiani, che devono riconoscere la superiorità di Roma. 
Costruita attorno ad una fortissima aspirazione universalistica, la ricostruzione evangelica tratteggiata dal Libellus si confronta con lucidità con la questione dell’esistenza di popolazioni rimaste estranee alla Salvezza predicata dal Cristianesimo, esortando quindi a ripensare l’opera di evangelizzazione tenendo conto del nuovo scenario e dei problemi creatisi con la scoperta dell’America, ma anche incitando alla necessità di recuperare le chiese d’Africa e d’Asia allontanatesi da Roma o soggette ora alla dominazione mussulmana.
Giustiniani e Querini, dietro all’umile titolo scelto, presentano una serie di indicazioni originalissime per disegnare un imponente e dettagliato piano di riforma della società cristiana guidato dalla Chiesa di Roma, ed affrontano in modo approfondito tutte le questioni aperte, offrendo soluzioni puntuali a problemi sentiti come ineludibili.
Poiché il fine ultimo della Chiesa è portare la Salvezza di Cristo al mondo attraverso la predicazione e l'evangelizzazione, il Libellus individua tre diverse missioni, tre diverse campagne di conversione, che richiedono da parte della Cristianità tre risposte attentamente e specificatamente calibrate.
Da una parte vi sono i mansueti “selvaggi” appena scoperti nel Nuovo Mondo, che si stanno rivelando pronti ad accogliere la Buona Novella ed il battesimo; dall’altra, l’Islam e i sempre più vicini agguerriti e feroci mussulmani, non più solo nelle acque del Mediterraneo, ma sullo stesso continente europeo, e nell’Oceano Indiano, punteggiato dalle colonie mercantili europee. Sullo sfondo si staglia l'evangelizzazione battagliera lanciata nei confronti degli ebrei, con i suoi risultati ambigui e controversi.
Il Libellus propugna verso gli ebrei, presenti geograficamente all’interno della società cristiana in Europa, e verso i pagani d’America, una campagna di conversione di massa.
La distanza tra Cristianesimo ed Islam è considerata invece incolmabile, e l’azione dei cristiani verso i mussulmani non può che passare dall’uso delle armi. Sentimento ancora più accentuato dall’incubo dell’espansione-invasione turca in Europa che, a differenza di ebrei o pagani d’America, dopo la presa di Costantinopoli (1453), rappresenta una tangibile e bellicosa minaccia per la cristianità.
La riflessione dei due eremiti sviscera con attenzione le contraddizioni e le ambiguità che la presenza millenaria di minoranze ebraiche nei territori cristiani ha portato con sé. Diventa indispensabile esaminare quanto già fatto, i tentativi già messi in atto, con le loro vittorie o i fallimenti; nei secoli passati si era mostrata una certa tolleranza che, venuta meno, aveva portato, di contro, ad una sempre maggior tenace resistenza giudaica alle imposizioni operate dai cristiani.
L’esperienza spagnola, intesa come lotta vittoriosa sia sui mussulmani, sconfitti a Granada, sia sugli ebrei, espulsi, rappresenta un esempio molto recente: a circa venti anni di distanza, c’è ora la possibilità di valutare con attenzione le scelte delle corone iberiche – l’espulsione operata dagli Spagnoli (1492) e il grande battesimo forzato dei Portoghesi (1497) – e i risultati conseguiti da quella strategia di proselitismo violento.
Ma proprio quell’esperienza fa scrivere a Giustiniani e Querini che gli ebrei devono essere convertiti con la persuasione, non con la brutale coercizione o la violenza fisica, con una predicazioni che mostri più la vicinanza del Vangelo con la Legge veterotestamentaria che il suo superamento: il Testo Sacro diventava di primaria importanza per far abbracciare loro la Verità di Cristo. Tuttavia, continuano i due eremiti, non bisogna mostrarsi troppo indulgenti con chi continuasse a rifiutare il battesimo, ma, anzi, andrebbero sottoposti ad un irrigidimento delle loro condizioni, limitandone le concessioni ed emanando una rigida normativa di segregazione ed umiliazione che deve però essere comune a tutte le istituzioni e territori cristiani. Si profila così la preferenza, al posto dell’espulsione, della creazione di ghetti, poiché la prima azione si era dimostrata controproducente, perché era andata a ravvivare e a far rifiorire comunità ebraiche che si stavano estinguendo ed aveva portato ad un irrigidimento degli espulsi e delle comunità che li avevano accolto nelle loro tradizioni e credenze giudaiche.
Infine, per i due eremiti, è fondamentale coinvolgere, in quest’azione di conversione degli ebrei, gli stessi fedeli cristiani, arrivando a predisporre momenti di preghiera collettivi cui dovrebbero essere legata la concessione di indulgenze ad hoc, per incoraggiarne la partecipazione.
Questo piano di reazione strategico di missionarietà e di evangelizzazione che si estende dal nuovo mondo appena scoperto, senza perdere di vista l’Asia e l’Africa, allo stesso cuore dell’Europa, può avere atto solo a partire da una rigenerazione della società cristiana.
La Chiesa, guidata dal Papa, come Vicario di Cristo, deve farsi propugnatrice e predicatrice appassionata della pace (sepolto ormai il “Papa guerriero” Giulio II ed i traumi causati alla Chiesa dal suo pervicace temporalismo); essa deve educare quindi i Prìncipi cristiani alla pace, ma la pace autentica la si può ottenere solo se si strappano le radici maligne della «libidine del potere e dell’ingiusta rapina»: è allora necessario progettare un nuovo ordine sociale che intrecci libertà e giustizia e che si affidi a una rigorosa e certa riforma, semplificazione e codificazione del diritto, fattore indispensabile di progresso civile e religioso.
E ancora, riguardo alla cultura, più in generale, la Chiesa deve farsi promotrice dell’educazione contro l’ignoranza imperante e l’accademismo.
Tra i propositi di riforma che Giustiniani e Querini caldeggiano nella lettera a Leone X vi è l’intento di sradicare gli atti, i riti e le credenze che gli autori definiscono con il termine di ‘superstizione’, mezzi diabolici rivolti contro la religione e al tempo stesso contro la medicina insegnata negli Studia (università di medicina, nella terminologia odierna), un flagello terribile che, associato con l’ignoranza, comporta gravi rischi di peccato mortale oltre che alla salute fisica; la superstizione è «generatrice di tutti i mali», avversaria della vera fede e da esse scaturisce il peccato capitale contro la religione, l’idolatria: per combattere l’analfabetismo religioso, dilagante tra gli stessi religiosi ed il clero secolare (molti sacerdoti non erano in grado di leggere il latino dei testi liturgici), nella devozione dei santi nei santuari – venerati «con maggior onore e riverenza dello stesso Sacratissimo Corpo di nostro Signore Gesù Cristo» – ridotta spesso a riti e culti terapeutici e taumaturgici, e in tutta la sfera della vita privata, così come il disinteresse dei laici per l’istruzione religiosa,
Tutto questo è strettamente legato all’opera missionaria della Chiesa.
La distanza tra la Verità della Rivelazione Cristiana e le altre convinzioni religiose è infatti ritenuta dai due eremiti proporzionale alle ‘superstizioni’ e alle credenze magiche che vi sono tra quelle popolazioni: per questo la possibilità di successo dell’evangelizzazione di quei popoli è direttamente proporzionale ad una fede cristiana “pura”, e passa quindi necessariamente attraverso il ritorno – in Europa – ad una fede cristiana libera dalla falsità della magia, della divinazione, dell’astrologia, dai sortilegi, dalle invocazioni e dagli scongiuri.
Superstizione e idolatria vanno quindi di pari passo.
Ma se i “selvaggi” pagani del Nuovo Mondo sono ritenuti incolpevoli delle loro superstizioni e del loro essere rimasti estranei alla Chiesa, perché mai toccati dal Vangelo, gli ebrei sono invece accusati di essere consapevolmente increduli, e quindi accecati da una fede falsa e dalla superstizione, perché, benché direttamente testimoni della Verità del Vangelo e della Rivelazione di Cristo, hanno rigettato in piena coscienza la Salvezza e si sono anzi macchiati della colpa suprema del deicidio; ai mussulmani, invece, è imputata una consapevole scelta ereticale, sulla base della definizione, all’epoca, dell’Islam come eresia cristiana.
I due autori del Libellus raccomandano poi l’abbandono della scolastica e delle dottrine filosofiche per ricostruire la teologia sulla Bibbia e sugli antichi documenti dei Padri della Chiesa, sul depositum fidei; ecco allora il suggerimento di superare i preconcetti sull’intangibilità del latino e – sull’esempio proprio di San Girolamo che con la sua traduzione della Bibbia in latino (la Vulgata) l’aveva liberata dall’incomprensibilità per i suoi coevi rispetto all’ebraico e al greco, le lingue sacre originarie – l’idea del tutto ardita di fare una traduzione (ufficiale, poiché già ne esistevano, ma non autorizzate) in volgare della Sacra Scrittura che ne permetta, di conseguenza, una migliore predicazione così come di impiegarla nella liturgia. Raccomandando, tra l’altro, non l’utilizzo di un toscano nobile letterario ma «un volgare comune a tutta l’Italia». Nella stessa ottica la richiesta di una unificazione di tutti i libri liturgici e, a fronte di una situazione in cui versava la pietà dei fedeli, spesso vittime della superstizione e inclini a credere alla magia, descritta come deplorevole, si avanza la proposta che, in alcuni casi, durante il culto si possa usare la lingua parlata.
Si delinea, così, una vera e propria riforma liturgica e spirituale, che necessariamente deve passare attraverso un rinnovamento della vita morale del credente; davanti, da un lato, ad un’etica ecclesiale degenerata ed alle ipocrisie anche di un clero che necessita di una conversione interiore, e, dall’altro alla degenerazione ed al degrado sociale in cui molti fedeli vengono a trovarsi, causando un declino morale che non può essere solo sbrigativamente bollato e stigmatizzato, ma che necessita di essere sanato, la via proposta dal Libellum è la riforma e la rifondazione degli ordini religiosi e dello stesso clero, a partire dai vescovi, un mondo ecclesiastico che spesso si distingue per ricchezza e avarizia, per una cura pastorale superficiale, per la miseria morale, per l’uso di rituali e pratiche devozionali a fini di lucro: revisione delle regole dei religiosi e dei loro statuti, unificazione di ordini affini, formazione culturale e spirituale seria, catechesi e impegno pastorale rigoroso.

## Influenze in campo liturgico
Il Concilio Lateranense V, dentro il quadro della più generale riforma della Chiesa, che aveva visto già interessanti tentativi volti a restaurare lo spirito liturgico nel clero a utilità dei fedeli, affronterà la questione liturgica solo sotto il profilo disciplinare, promulgando alcune regole per l’azione celebrativa. 
Tuttavia, si avvertiva già, al contempo, il desiderio di uniformità liturgica, cui pietra fondante rimane la decisione di Papa Alessandro VI di far introdurre in tutti i messali di rito romano l’ordo missae (l’Ordinario della Messa, la parte invariabile della Messa) composto da Giovanni Burcardo (c. 1450-1506), Mastro di Cerimonie della Capella Papale; sotto Leone X vedono quindi la luce ad opera del domenicano veneziano Alberto da Castello (o Castellani; c. 1450-1523) una nuova edizione del Pontificale Romano ed il Liber sacerdotalis (una raccolta di tutti gli ordinamenti rituali di competenza presbiterale ed una riorganizzazione di tutte le leggi canoniche con attenzione pastorale, che aveva anche principalmente lo scopo di fissare, in risposta alle prime pubblicazioni dei riformatori protestanti, un rito maggiormente universale per l’amministrazione dei Sacramenti; da esso derivò, un secolo dopo, il Rituale Romanum), ed al benedettino vicentino, letterato e umanista, Zaccaria Ferreri (1479-1524), poi vescovo di Guardialfiera, viene affidato l’incarico di una nuova edizione del Breviario in forma più concisa e in un latino confacente al gusto umanistico (che però si limitò ad una revisione degli inni, con la sostituzione dei versi che urtavano la sensibilità estetica degli umanisti con dei nuovi o, una volta epurati dai barbarismi, riportandoli alla metrica classica).
Il desiderio di un maggior avvicinamento e diffusione del Testo Biblico attraverso una traduzione ufficiale in lingua volgare, così come il suo stesso utilizzo nei riti della Messa e dei Sacramenti è indice di un comune sentire nell'Europa dell'epoca, ma la sua esasperazione operata dai riformatori protestanti in chiave polemica ed anti-romana, porta, per reazione, al suo rigetto e rifiuto da parte della Chiesa Cattolica, codificato nei decreti del Concilio di Trento dall'uso esclusivo del latino e della Vulgata come testo autentico in tutta la vita pubblica, liturgica e dottrinale, della Chiesa latina, poiché si vede nella lingua volgare sia uno degli strumenti usati dai riformati per sovvertire la Messa, sia l’origine – dando il testo in lingua volgare possibilità a chiunque di “interpretare” la Sacra Bibbia – delle eresie di Lutero, Zwingli e Calvino.
La riforma, infine, porta la Chiesa Cattolica a quella unificazione e revisione dei libri liturgici auspicata dagli autori del Libellus, con la pubblicazione del Breviario nel 1568 (segno dell’avvertita necessità di una nuova spiritualità sacerdotale e nella cui bolla di pubblicazione compare il criterio, esteso poi agli altri libri liturgici, dell’obbligo dell’uso da parte di tutte le Chiese d’occidente, ad eccezione di quelle provviste di un rito risalente almeno a duecento anni prima), del Messale nel 1570, del Martirologio nel 1583, del Pontificale nel 1586, del Cerimoniale dei Vescovi nel 1600 e del Rituale nel 1614.

## Collocazione storia
«Solo dopo la riforma Protestante (e a maggior ragione dopo il Libellus) una distinzione tra "vera" e "falsa" riforma si era cristallizzata anche sul piano terminologico». Dal punto di vista degli storici protestanti, che avevano forgiato il termine Riforma , «Riforma cattolica indicava tutto quanto aveva permesso alla Chiesa cattolica nel Cinquecento di resistere e di affermarsi nel conflitto con la Riforma: il rinsaldarsi delle strutture ecclesiastiche, e la loro ripresa nella Spagna della fine del Quattrocento e degli inizi del Cinquecento, venivano così studiate per comprendere Ignazio di Loyola e l'efficacia straordinaria dell'azione della Compagnia di Gesù».